# Achúyevo
Achúyevo (del ruso: Ачу́ево) es un seló del raión de Slaviansk del krai de Krasnodar, en el sur de Rusia. Está situado en la orilla izquierda del río Protoka, uno de los distributarios del delta del Kubán, junto a su desembocadura en el mar de Azov, 58 km al noroeste de Slaviansk-na-Kubani y 120 al noroeste de Krasnodar, la capital del krai. Tenía 456 habitantes en 2010.
Es cabeza del municipio Achúyevskoye, al que pertenece asimismo Slobodka. Forma parte del zakaznik Priazovski.

## Historia
El origen de Achúyevo se halla en una fortaleza construida en 1697 por la alianza entre los nogayos y los otomanos, que llamaron Kara-Giul, para atajar el avance de los ejércitos de Pedro I hacia el sur. Más tarde fue rebautizada como Achu o Achuk. En las demarcaciones de límites efectuadas en 1700 entre el gobernador turco Hasan Paşa con el gobierno ruso, la fortaleza figura como Aguski. Parece que el nombre Achuyev no se comenzó a utilizar hasta la década de 1740. En otoño de 1739, durante la guerra ruso-turca de 1735-1739 fue asaltada y bombardeada por mar, pero los rusos no tuvieron éxito en su conquista. Finalmente pasó a manos rusas en 1777. La nueva inmigración de cosacos del Mar Negro construyó aquí una fábrica de conservas pesqueras dirigida por el gobierno, de la que hay registro desde 1793.
El asentamiento de Achúyevo es registrado como unidad administrativa en 1807. Con el establecimiento de la fábrica de conservas de pescado se forma una colonia fija de pescadores. En 1842 se construye la iglesia de Sviato Grigori Bogoslova. En esta década la fábrica pasa a manos privadas, con lo que se produce una sobrexplotación de los recursos pesqueros que hace disminuir las capturas. La población creció de manera constante con durante la primera mitad del siglo XIX, de modo que en 1874 la población cuenta con 535 habitantes. En 1910 la población era de 190 habitantes y fijos y unos 500 temporales. El poder soviético llegó a Achúyevo y a la fábrica en marzo de 1918. Sufrió graves daños en 1920 con el desembarco del general Ulagái. Durante la década de 1930 se mejoraron los accesos del pueblo, contruyéndose asimismo la escuela, el jardín de infancia y las instalaciones sanitarias. En 1948 se le concede el estatus de asentamiento de trabajo y en 2004 recibió el estatus de seló. En 1969 una fuerte tormenta en el mar de Azov produjos graves daños en la localidad.

## Economía
La principal industria de la localidad es la pesquería (OOO Achuyevorybpromsersis y FGU Achuyevski osetrovi rybovodni zavod).

## Servicios sociales
En la localidad hay una escuela, un jardín de infancia, una Casa de Cultura, una biblioteca y un punto de enfermería, entre otros establecimeintos.